# Turteltaube
Die Turteltaube (Streptopelia turtur) ist eine Vogelart aus der Familie der Tauben. Das Verbreitungsgebiet umfasst weite Teile der westlichen und zentralen Paläarktis und reicht vom nördlichen Afrika, der iberischen Halbinsel und Großbritannien nach Osten über den Nahen und  Mittleren Osten bis Nordwestchina und in die Mongolei. Im Mittelmeerraum ist die Turteltaube besonders häufig. Nach einer im Jahr 2007 veröffentlichten Studie der EU ist ihr Bestand jedoch in den letzten 25 Jahren um 62 Prozent zurückgegangen. Der Bestandsrückgang wird auf veränderte landwirtschaftliche Anbaumethoden und den Rückgang der Erdraucharten zurückgeführt, die bei der Ernährung der Turteltauben eine große Rolle spielen. Zu den für den Bestandsrückgang verantwortlichen Faktoren gehört aber auch der Abschuss der Tauben insbesondere im Mittelmeerraum während der Zugzeiten.
Die Turteltaube war in Deutschland „Vogel des Jahres“ 2020.
Turteltauben gelten als Symbol des Glücks und der Liebe. Umgangssprachlich nennt man zwei frisch verliebte Menschen „Turteltauben“.

## Beschreibung
Die Turteltaube erreicht eine Körperlänge von 27 bis 29 Zentimetern und wiegt durchschnittlich 160 Gramm. Sie ist damit deutlich kleiner und zierlicher als eine Haustaube. Ein Geschlechtsdimorphismus ist nur geringfügig ausgeprägt. Die Weibchen sind generell etwas matter gefärbt und etwas kleiner. Im Flug breitet sie ihren im Verhältnis zur Körpergröße langen und abgerundeten Schwanz häufig fächerförmig auf. Dann sind die weißen Spitzen der Steuerfedern gut erkennbar.
Die Oberseite der Turteltaube ist rostbraun. Die Kehle und die Oberbrust sind weinrötlich. Die Schultern und Teile des Flügels sind rostbraun und weisen dunkle Flecken auf. Der Rücken ist blaugrau und wird zum Bürzel hin bräunlicher. Die erwachsenen Vögel weisen an den Halsseiten mehrere schmale, schwarze Querbinden auf weißem Grund auf. Der Schwanz besteht aus zwölf blauschwarzen Federn, die an den Enden jeweils weiß sind. Die beiden äußeren Schwanzfedern haben außerdem weiße Außenfahnen. Der Bauch und die Unterschwanzdecken sind hell.
Jungvögel unterscheiden sich von den älteren Vögeln durch ein Gefieder, das an Kopf, Rücken und auf den Flügeln brauner ist. Die für die adulten Vögel charakteristischen Halsquerbinden entwickeln sich erst nach einigen Monaten.
Ihr Ruf klingt in etwa wie „turr turr“.

## Verbreitung und Lebensraum
Das Verbreitungsgebiet umfasst weite Teile der westlichen und zentralen Paläarktis und reicht vom nördlichen Afrika, der Iberischen Halbinsel und Großbritannien nach Osten über den Nahen und Mittleren Osten bis Nordwestchina und in die Mongolei. Die Nordgrenze der Verbreitung verläuft in Europa durch Mittelengland, Dänemark und dann entlang der Ostseeküste, durch Estland und durch das Sankt Petersburger Gebiet und die Region Nischni Nowgorod zum Ural.
Turteltauben sind nur in den warmen Tiefebenen verbreitet und sowohl in waldreichen Regionen sowie den Mittel- und Hochgebirgen selten. Sie besiedeln lichte Laub-, Nadel- und Mischwälder sowie Feldgehölze, Parkanlagen, Ödländer, Viehweiden, Auwälder, Weidenbrüche und Obstplantagen sowie Weinberge. Turteltauben erschließen sich zunehmend urbane Lebensräume und können auch in städtischen Grünanlagen siedeln. Eine besonders enge Bindung an den Menschen zeigt die in Nordafrika verbreitete Unterart S. t. rufescens. Diese überwiegend sandfarbene Unterart der Turteltaube siedelt gesellig in Häuserruinen.

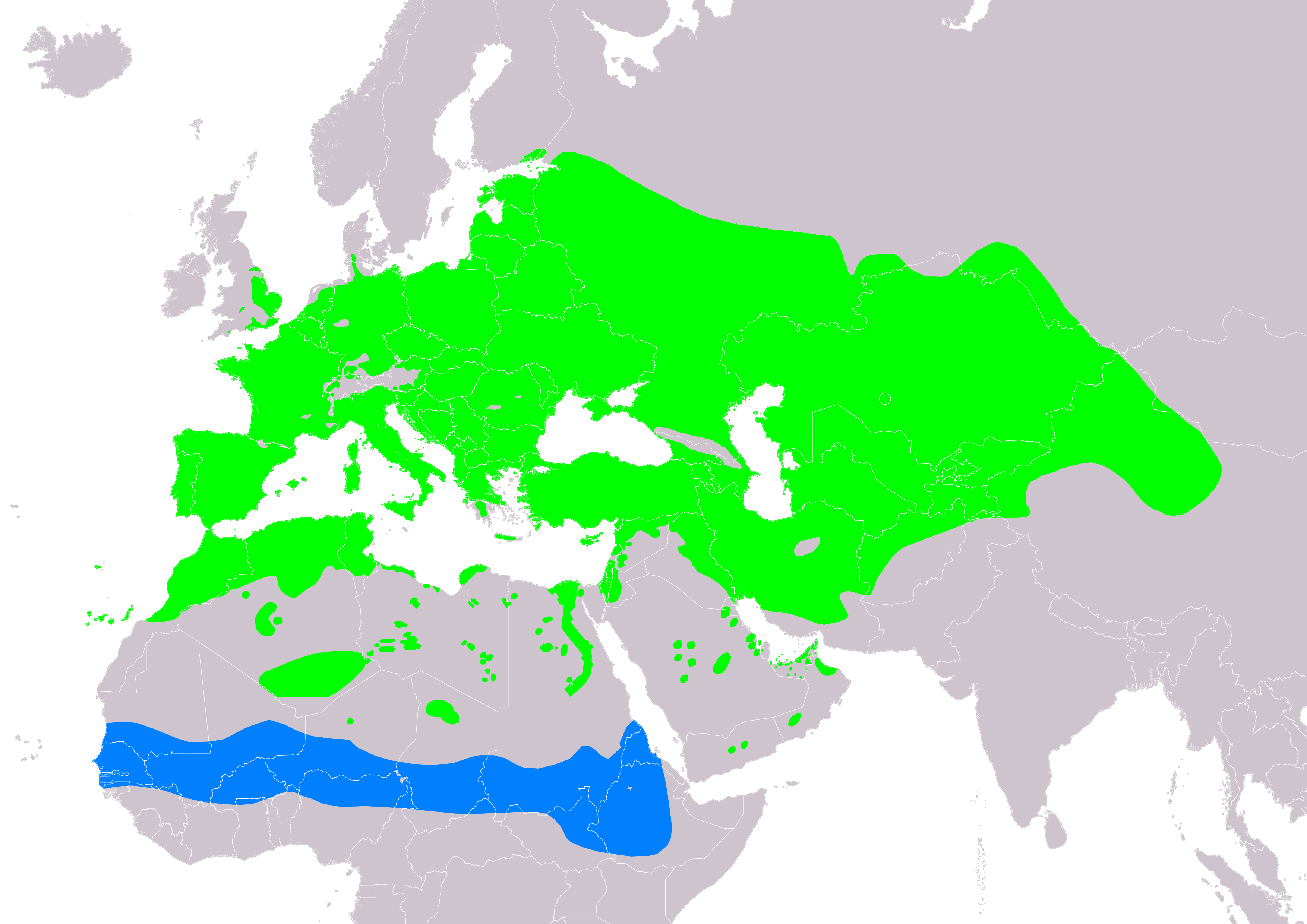
Verbreitung der Turteltaube:
Brutgebiete
Überwinterungsgebiete Zusammengestellt von BirdLife International and Handbook of the Birds of the World (2019) 2019.

## Unterarten
Es sind vier Unterarten bekannt:
- Streptopelia turtur turtur (Linnaeus, 1758)[7] kommt in Europa, auf Madeira und den Kanarischen Inseln bis in den Westen Sibiriens vor.
- Streptopelia turtur	arenicola (Hartert, E.,  1894)[8] ist vom Nordwesten Afrikas über den Iran und den Westen Chinas verbreitet.
- Streptopelia turtur hoggara (Geyr von Schweppenburg, 1916)[9] kommt im Aïr-Massiv und den Ahaggar-Bergen vor,
- Streptopelia turtur	rufescens (Brehm, CL, 1845)[10] lebt in Ägypten und dem Norden des Sudans.

Streptopelia turtur isabellina (Bonaparte, 1856) wird heute als Synonym für S. t. rufescens angesehen, außerdem wird Streptopelia turtur loëi von Jordans, 1923 als Synonym für S. t. arenicola sowie Streptopelia turtur moltonii Trischitta, 1939 als Synonym für die Nominatform betrachtet.

## Wanderungen

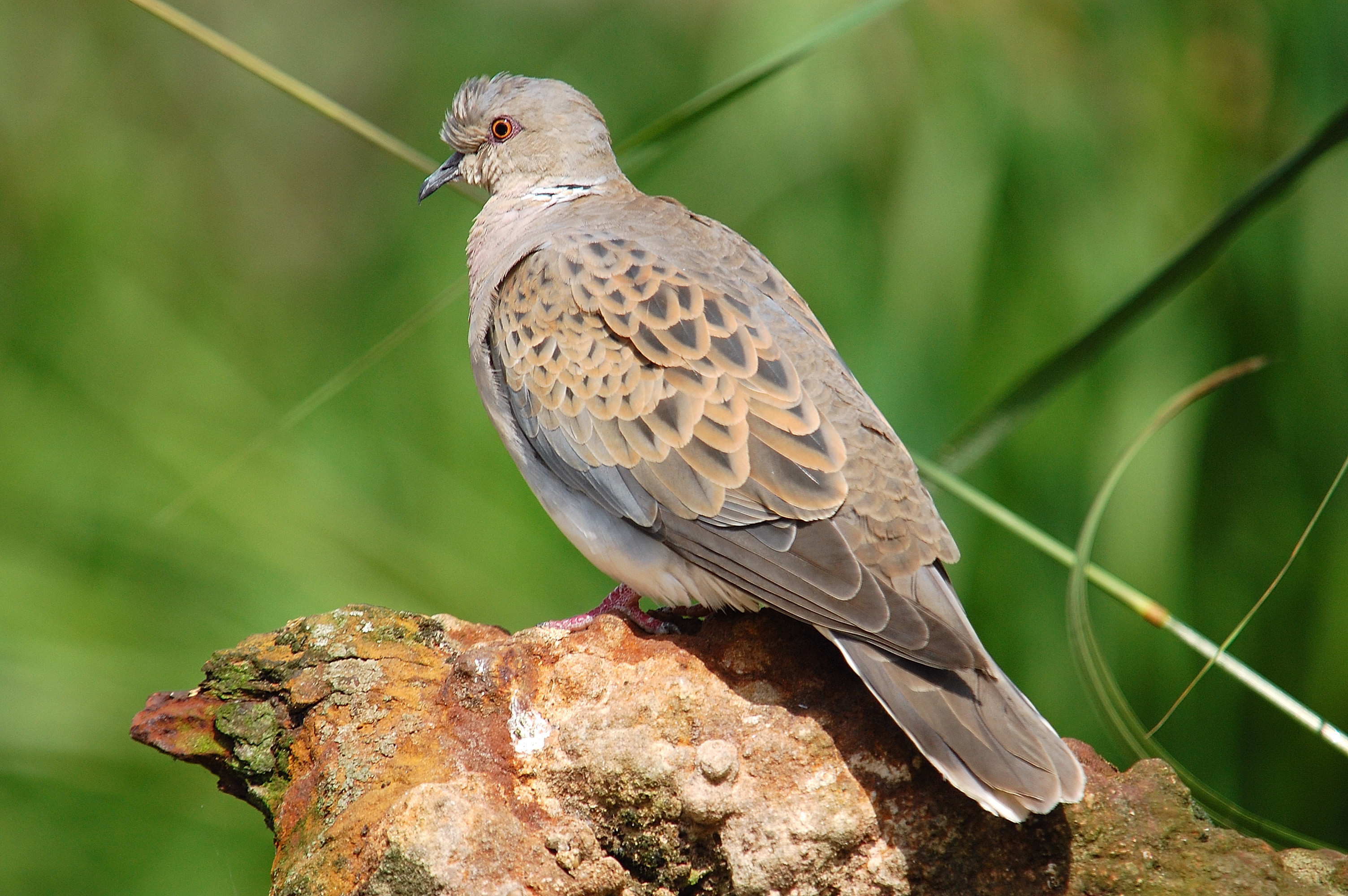
Turteltaube in Großbritannien

Turteltauben sind ausgeprägte Langstreckenzieher. In Mitteleuropa sind sie nur im Zeitraum Mai bis September zu beobachten. Sie bilden in Mitteleuropa zu Beginn des September zunächst Schwarmgesellschaften und ziehen etwa von Mitte September bis Oktober in ihre Überwinterungsgebiete. Diese finden sich im Mittelmeerraum und in Afrika südlich der Sahara. Während der Zugzeit konzentrieren sie sich zu tausenden entlang bestimmter Routen. Einer der wichtigen Stützpunkte im Mittelmeerraum ist die Insel Malta, wo im Frühjahr bis zu 20.000 ziehende Turteltauben an einem Tag beobachtet werden. Auf nahezu allen Routen, die die Turteltauben zur Überquerung des Mittelmeers nutzen, werden sie auch intensiv bejagt.
Im Frühjahr kehren sie verhältnismäßig spät wieder nach Mitteleuropa zurück. Die mittlere Rückkehrzeit der Turteltaube liegt im Zeitraum von Anfang bis Mitte Mai. Der Rückzug kann sich jedoch erheblich verzögern, und ziehende Turteltauben können am Mittelmeer bis Anfang Juni beobachtet werden.

## Ernährung
Die Turteltaube sucht ihre Nahrung nahezu ausnahmslos am Boden. Sie ernährt sich von Samen und Pflanzenteilen. Samen werden von ihr sowohl im reifen wie im milchigen Zustand gefressen. Einen großen Anteil im Nahrungsspektrum haben Getreidekörner, Wildgräser, Hirse, die Samen von Nadelhölzern, Birken, Erlen und Robinien sowie die Samen der verschiedenen Erdraucharten. Sie frisst außerdem Beeren, Pilze, Knospen und krautige Pflanzen wie Klee und Raps. Daneben nimmt sie auch Insekten und kleine Schnecken auf.

## Fortpflanzung

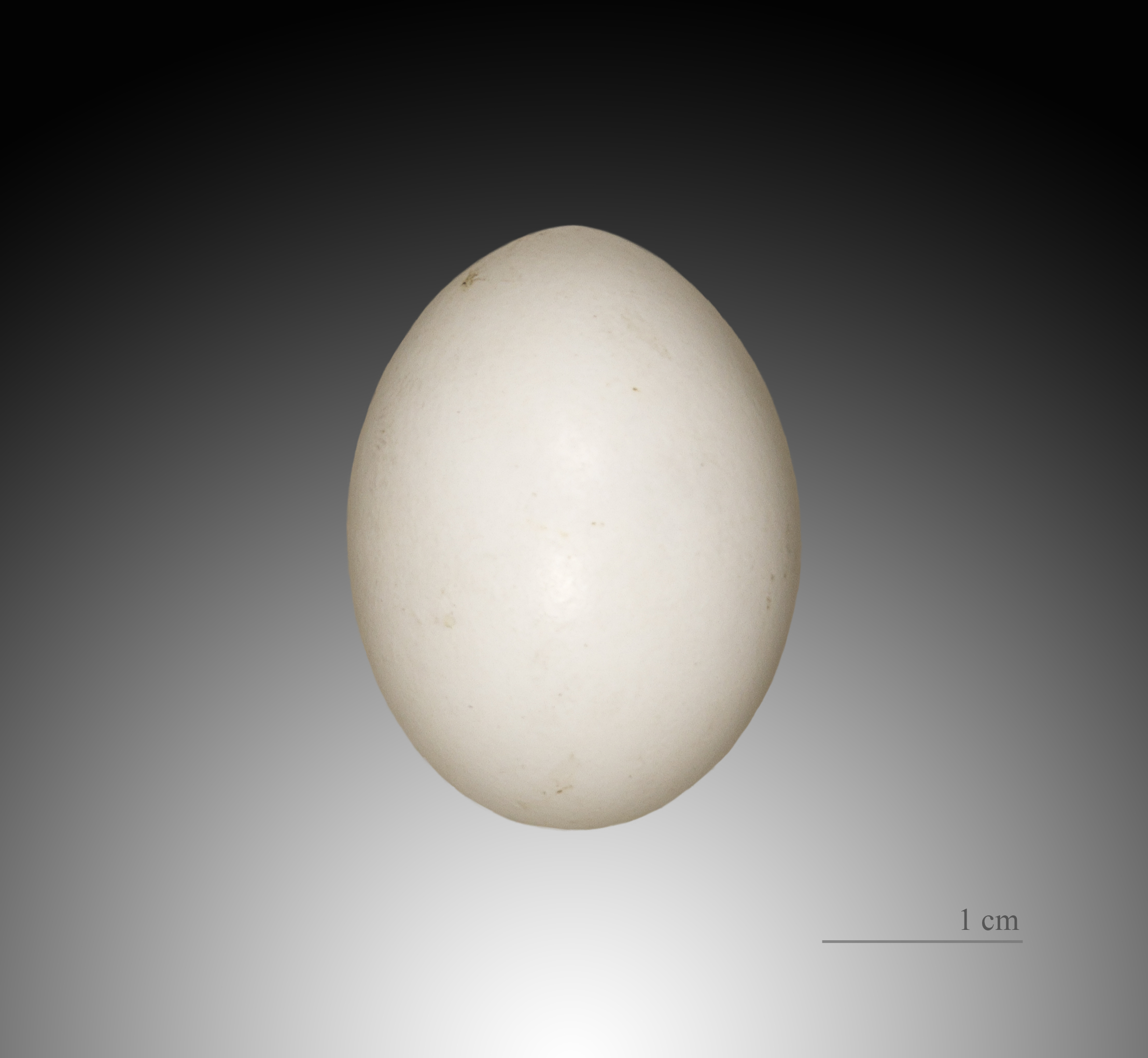
Ei der Turteltaube

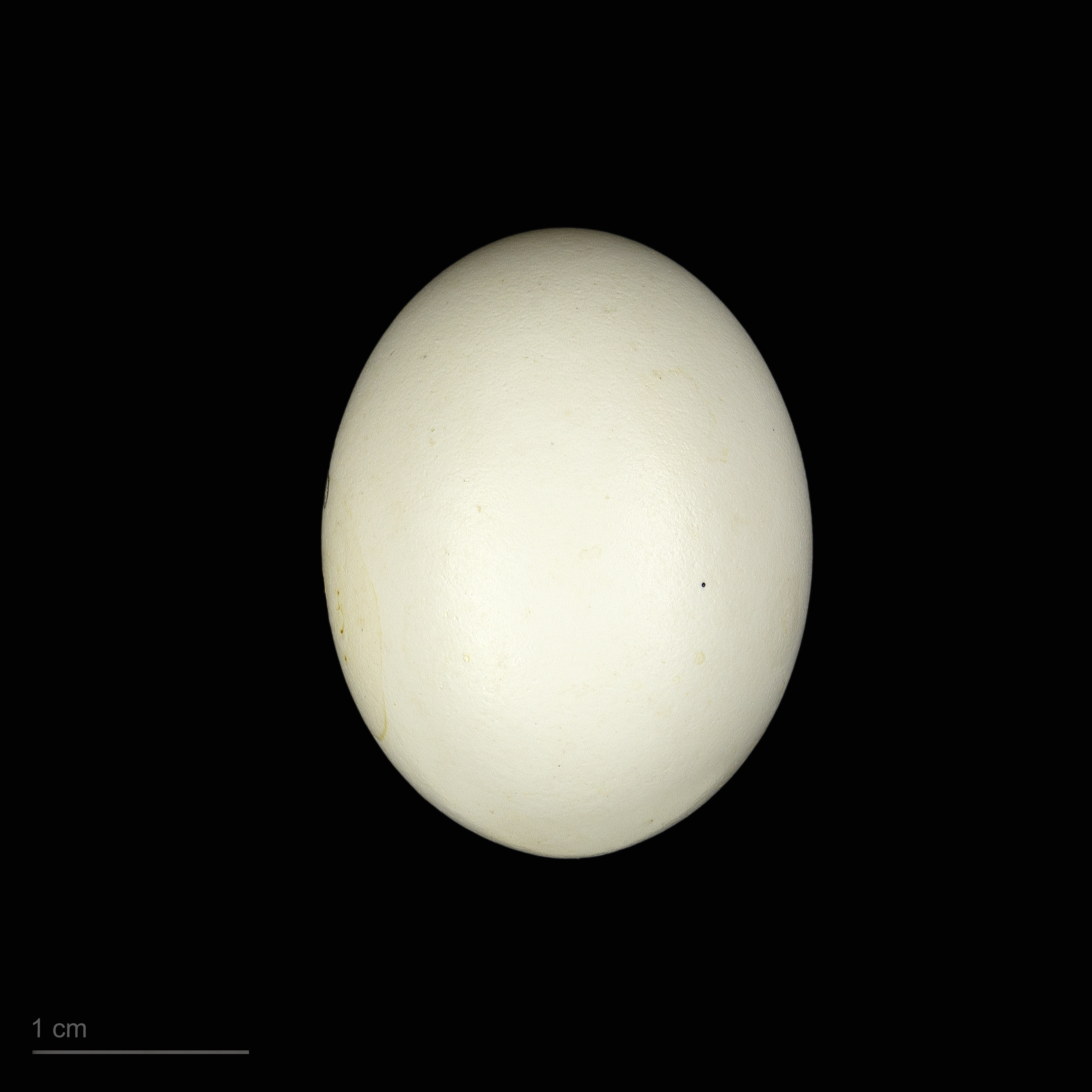
Streptopelia turtur arenicola, Sammlung Museum von Toulouse

Rückkehrende Turteltauben schreiten nicht sofort zur Brut, sondern ziehen einzeln und als Paar über mehrere Wochen umher. Sie halten sich dann häufig auch über mehrere Tage in Regionen auf, die nicht zu ihrem Brutareal zählen. Selbst eine Balz ist kein Indiz dafür, dass das Paar an diesem Ort auch zur Brut schreiten wird.
Die Brutzeit erstreckt sich von Mai bis August. Turteltauben ziehen in der Regel nur eine Brut pro Jahr groß. Das Nest ist verhältnismäßig klein und wird von beiden Elternvögeln aus dünnen Ästen und Zweigen in Büschen und Bäumen errichtet. Gelegentlich nutzen sie auch die Nester anderer Vogelarten. Das Weibchen legt zwei weiße Eier. Die Brutdauer beträgt 15 Tage. Jungvögel verlassen in einem Lebensalter von etwa 14 Tagen das Nest. Sie sind zu dem Zeitpunkt noch nicht flugfähig und halten sich in den Ästen in der Nähe des Nestes auf.

## Bejagung und Bestand
Die Art wird in vielen Ländern bejagt. In der Schweiz zählt die Turteltaube nicht zu den jagdbaren Arten; auch in Deutschland steht sie unter Schutz. Auf der Roten Liste der Brutvögel Deutschlands ist sie in der Kategorie 2 (stark gefährdet), ihr Bestand ging in den letzten zwölf Jahren um über 40 Prozent zurück. Seit 2015 steht sie auch auf der von BirdLife International herausgegebenen Roten Liste vom Aussterben bedrohter Vogelarten. Der Bestand für die Schweiz wird mit 600 bis 2000 Brutpaaren angegeben. Die Art wird dort als spärlicher Brutvogel und Durchzügler und extrem seltener Wintergast eingestuft.
Der Bestand für Österreich wird mit 4000 bis 5000 Brutpaaren angegeben, die Art ist im Westen des Landes selten. Im Jahr 2008 wurde festgestellt, dass der Bestand der Art innerhalb von zehn Jahren landesweit um circa 30 Prozent geschrumpft ist. Die Bejagung der Turteltaube ist auf den Osten des Landes beschränkt. Da die österreichische Jagdstatistik nur den Abschuss von Wildtauben dokumentiert und nicht nach Arten unterscheidet, ist sie zur Ermittlung von Abschusszahlen dieser bedrohten Art wertlos. In den Bundesländern Burgenland, Niederösterreich und Wien wird die Bejagung fortgesetzt.
Eine wesentliche Bestandsdezimierung ist durch die Liebhaber der Vogeljagd in Spanien, Italien und ganz besonders Maltas seit vielen Jahren bekannt. Allein auf Malta werden mit Genehmigung der EU jedes Jahr im Frühling innerhalb eines Zeitraums von zwei Wochen 20.000 Turteltauben von den rund 14.000 registrierten Jägern des Landes offiziell in Fangnetzen gefangen. Das entspricht etwa einem Drittel des gesamten deutschen Brutbestands an Turteltauben. Malta besteht seit Jahren erfolgreich auf eine Ausnahmeregelung der EU-Vogelschutzrichtlinie, die eigentlich die Jagd auf Zugvögel im Frühjahr verbietet. Nach Schätzungen der Vogelwarte Sempach und der Universität Gießen aus dem Jahre 2016 werden allein im Mittelmeerraum jährlich 2 bis 3 Millionen Turteltauben geschossen. Neben den offiziellen Fängen oder Abschüssen zum Zeitvertreib der registrierten Jäger liegt die Dunkelziffer um ein Vielfaches höher. Allein in Italien müsse jährlich von 5,6 Millionen gesetzeswidrig getöteten Vögeln verschiedener Arten ausgegangen werden.